# (74389) 1998 XR25
(74389) 1998 XR25 – planetoida z pasa głównego asteroid okrążająca Słońce w ciągu 4,73 lat w średniej odległości 2,82 j.a. Odkryta 14 grudnia 1998 roku.